# Jouy-en-Josas
Jouy-en-Josas är en kommun i departementet Yvelines i regionen Île-de-France i norra Frankrike. Kommunen ligger i kantonen Versailles-Sud som tillhör arrondissementet Versailles. År 2022 hade Jouy-en-Josas 7 985 invånare.

## Befolkningsutveckling
Antalet invånare i kommunen Jouy-en-Josas
| Referens: INSEE |

## Utbildning
- HEC Paris